# Tegnestuen Vandkunsten
Tegnestuen Vandkunsten a/s, o simplemente Vandkunsten, es un estudio de arquitectura danés fundado en 1970. Vandkunsten fue galardonados con la Medalla Alvar Aalto en 2009 por ser un «moderno intérprete y elaborador la herencia ideológica de Alvar Aalto». Esta fue la primera vez que la Medalla Alvar Aalto fue otorgado a un equipo de arquitectos en lugar de un individuo. Su pionero e influyente trabajo en la arquitectura residencial y desarrollos de vivienda se caracterizan por su «convertibilidad, comunalidad, participación residencial, densidad en baja altura, y el desarrollo sostenible». La oficina se compone por alrededor de 30 diseñadores, se encuentra en Copenhague, pero también han realizado proyectos en Escandinavia y otras partes de Europa.

## Historia
Tegnestuen Vandkunsten fue establecida en 1970 por los arquitectos Svend Algren, Jens Thomas Arnfred, Michael Sten Johnsen y Steffen Kragh. El número de socios creció  tras la incorporación en el año 2000 de los arquitectos Jan Albrechtsen y Ole Halfdan Andersen y en 2008 por los arquitectos Flemming Ibsen, Pernille Schyum Poulsen, Soren Nielsen y el arquitecto paisajista inglés: Thomas Nybo Rasmussen.

## Obras
Una de las primeras obras que más tarde se convirtió influyente fue Tinggården, un barrio residencial en Herfølge, un suburbio al sur de Køge en Dinamarca (1971-78), notable por las soluciones espaciales dirigidas a promover la cohesión social, la minimización de los costes de construcción a través del uso de tecnología avanzada y materiales sencillos, y la «relajada pero a la vez moderna» expresión de las tradiciones danesas. El complejo de viviendas sociales consta de 78 viviendas, con una superficie media de 87 m².
Otro de los primeros trabajos, la Esquina Azul, (en danés: et Blå Hjørne) (1983-89) en el distrito Christianshavn de Copenhague se caracteriza por el uso creativo de la composición del paisaje.
Dianas Have en Hørsholm, Dinamarca (1991-92), y Hestra Parkstad en Suecia (1991-92), se convirtieron en modelos para los distritos de casas adosadas en los que estrechas hileras de edificios surgieron en el paisaje circundante. Los detalles en interiores y exteriores y el uso innovador de materiales fueron pensados para mejorar la vida diaria de las personas de una manera ejemplar.
La conversión del Astillero de Torpederos en Holmen, Copenhague en un bloque de pisos en el cambio de milenio (2001-03), representa un paradigma de la forma en que los diseñadores crearon un lugar único para vivir. El Torpedo Hall, de acero y hormigón y construido en 1954, era una sala de mantenimiento para torpederos. En la conversión los arquitectos respetaron de los elementos estructurales para enfatizar la arquitectura de este edificio de 155 metros de largo. En su lugar, se construyó una nueva estructura de hormigón independiente, que sigue la misma cuadrícula de cinco metros que las columnas del antiguo astillero pero giradas 40 centímetros. Los 67 apartamentos situados en el edificio van de los 83 m² a  los 275 m².
Sus obras más recientes, como por ejemplo el Sømærk en Teglholmen (2003–08) y algunos bloques residenciales en Ørestad (2003–08), ambos en Copenhague, destacan por introducir elementos sociales, espaciales y funcionales a construcciones residenciales de varias plantas.

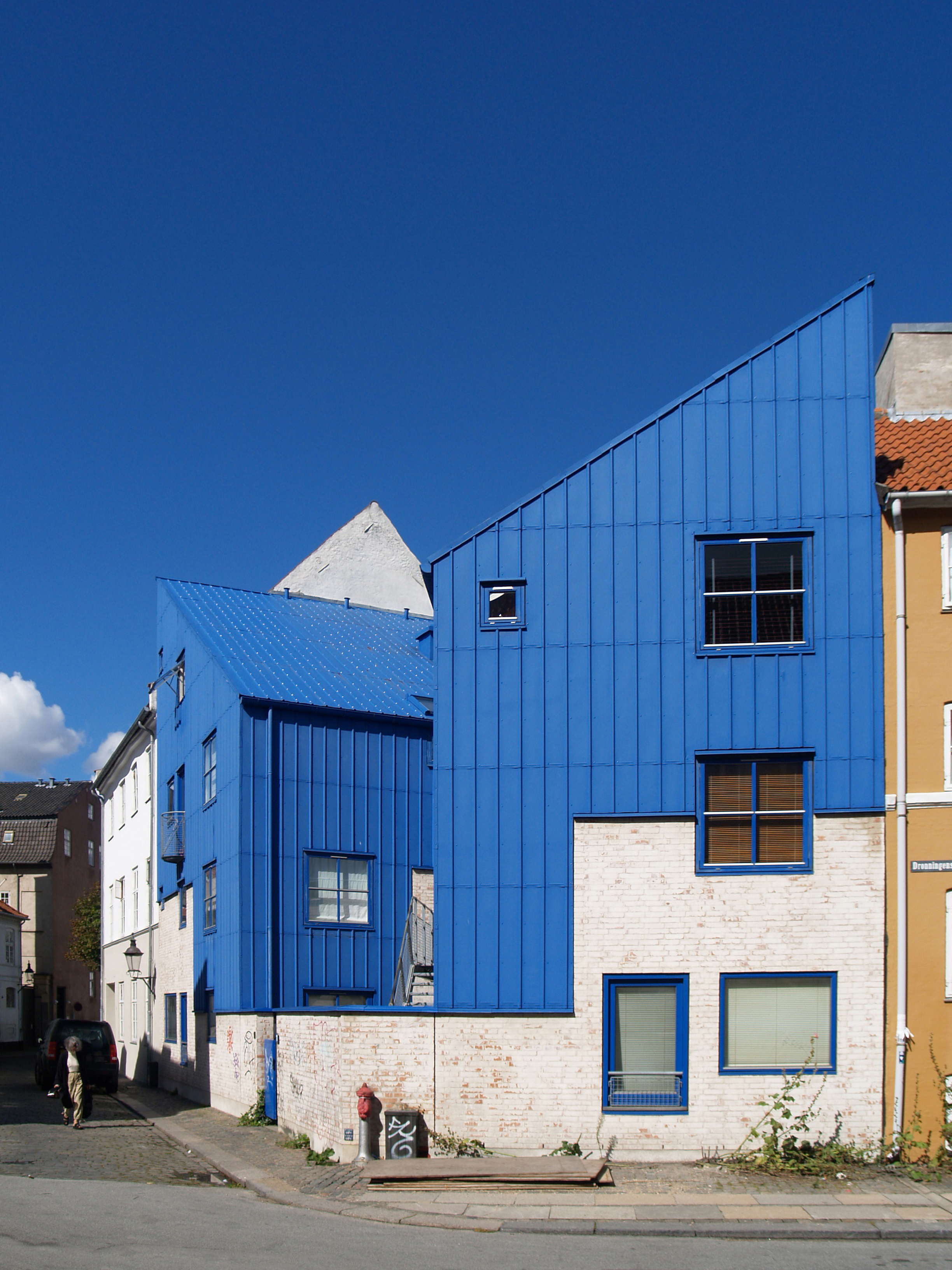
Blue Corner Housing, Christianshavn
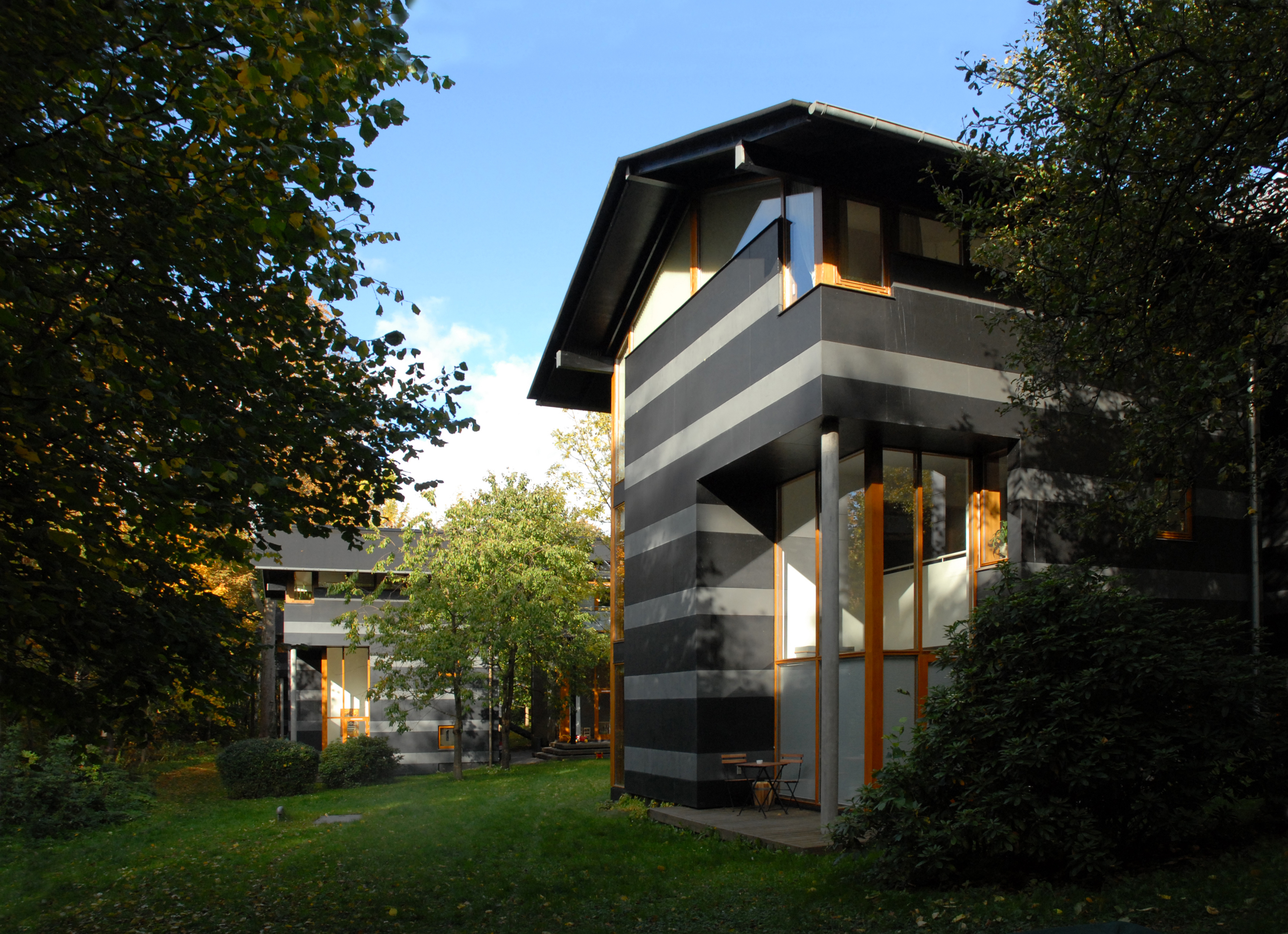
Dianas Have, Hørsholm
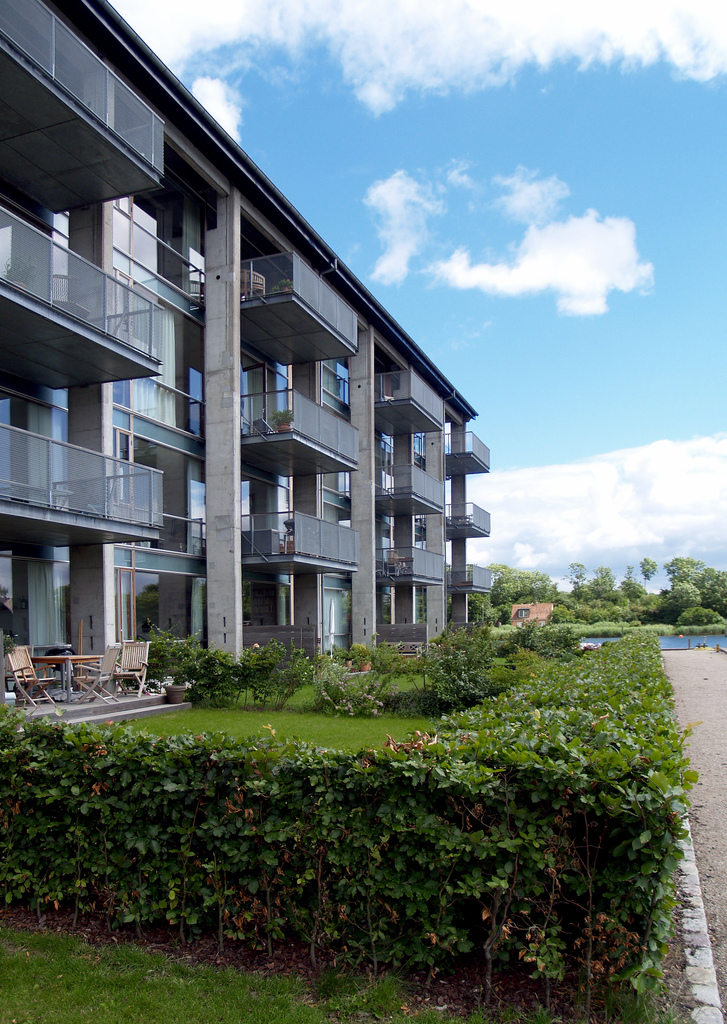
Torpedo Boat Shipyard flats, Holmen
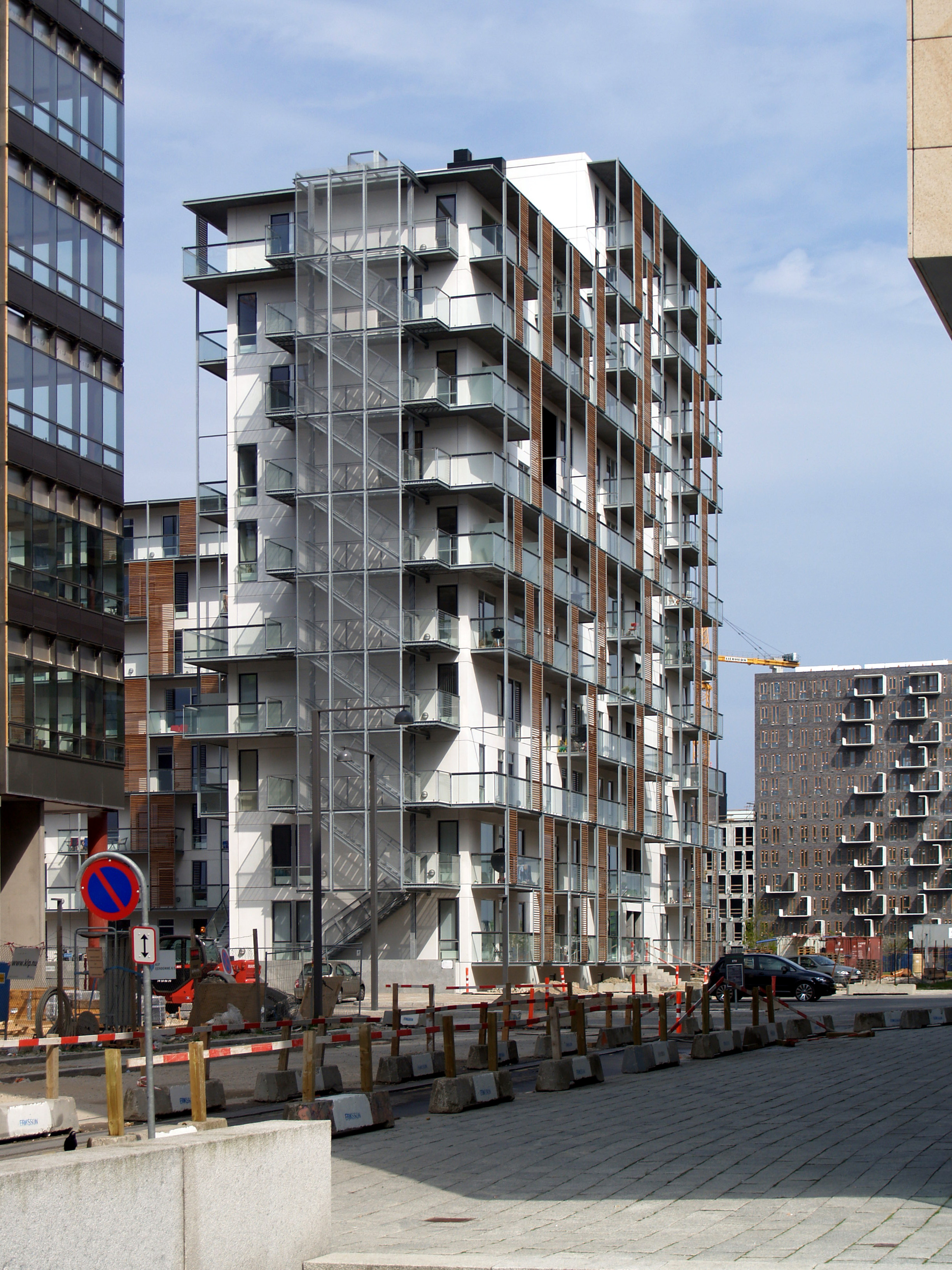
Ørestaden City housing